# Soronzonbold Battsetseg
Soronzonbold Battsetseg (in mongolo: Соронзонболдын Батцэцэг; 3 maggio 1990) è una lottatrice mongola, medaglia di bronzo nella lotta libera 63 kg alle Olimpiadi di Londra 2012.

## Palmarès
- Olimpiadi

Londra 2012: bronzo nei 63 kg.
- Mondiali

Mosca 2010: oro nei 59 kg.
Budapest 2013: argento nei 63 kg.
Las Vegas 2015: oro nei 63 kg.
Nur-Sultan 2019: bronzo nei 68 kg.
- Campionati asiatici

Nuova Delhi 2010: argento nei 59 kg.
Nuova Delhi 2017: oro nei 63 kg.
- Universiadi

Kazan' 2013: oro nei 63 kg.